# إيرمينيو كامبوس
إيرمينيو كامبوس (بالإسبانية: Herminio Campos)‏ هو لاعب كرة قدم بيروفي في مركز حراسة المرمى، ولد في 25 أبريل 1937 في ليما في بيرو.

## وصلات خارجية
- إيرمينيو كامبوس على موقع عالم كرة القدم.نت (الإنجليزية)
- إيرمينيو كامبوس على موقع أوليمبيديا (الإنجليزية)